# Home gateway
Een home gateway is verantwoordelijk voor het afwikkelen van alle telecommunicatie en de data-uitwisseling tussen de woning en de dienstenleveranciers.
Centraal hierbij staat het internet.
Componenten van deze infrastructuur zijn:
- Netwerkapparatuur
- Netwerkinterconnecties
- Netwerktoepassingen